# Uggdal
Uggdal è un villaggio della Norvegia, situato nella municipalità di Tysnes, nella contea di Vestland.